# Кладбище советских военнопленных (Новая Вильня)

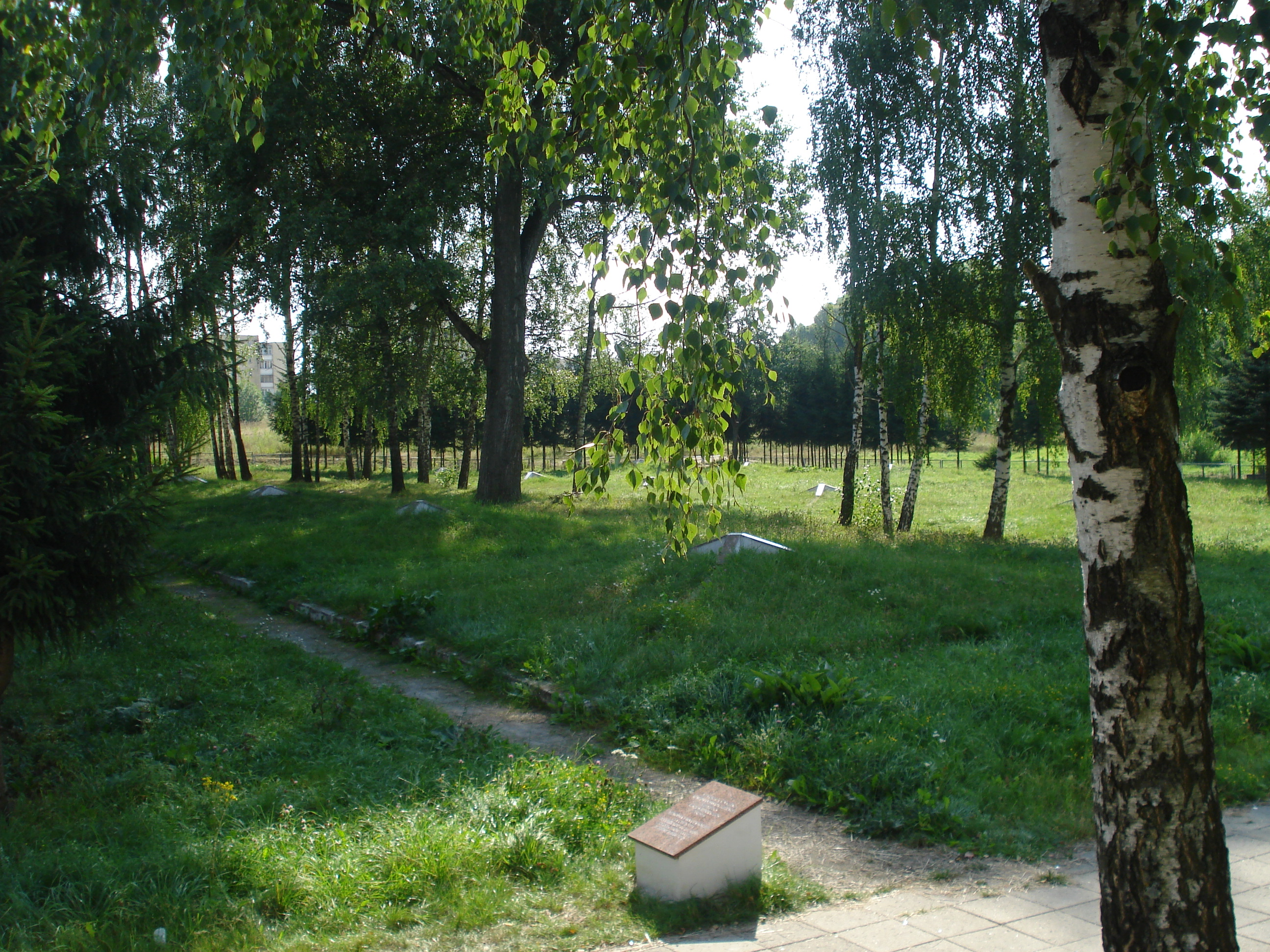
Общий вид

Кла́дбище сове́тских военнопле́нных в Новой Вильне — мемориал с братскими могилами пленных воинов Красной армии Великой Отечественной войны.
Находится на улице Парко в глубине жилого квартала. Занимает площадь около 0,74 га. Территорию кладбища с запада на восток пересекает выложенная бетонными плитами главная дорожка, с севера на юг дорожка длиною около 100 м. Братские могилы с захоронениями около 4500 советских военнопленных Великой Отечественной войны обозначены земляными насыпями квадратной формы в плане. К северу от центральной дорожки 9 насыпей, к югу — 13 насыпей. Они окантованы бетонным бордюром.
В восточной части кладбища главная аллея ведёт к выложенной бетонными плитами площадке. В её центре установлен памятный камень из серого гранита с надписью на литовском и русском языках:

На этом месте похоронено около 4500 советских военнопленных,
 которых замучили немецкие фашисты в 1941—1943 гг.